# Objet technique
 (décembre 2019).
Si vous disposez d'ouvrages ou d'articles de référence ou si vous connaissez des sites web de qualité traitant du thème abordé ici, merci de compléter l'article en donnant les références utiles à sa vérifiabilité et en les liant à la section « Notes et références ».
Un objet technique (OT) est un objet « finalisé » dans un but « utilitaire ».

## Place de l’objet technique dans l’ensemble des objets
On donnera le nom d’objet  à toute chose concrète non vivante, considérée comme un tout.
- Les objets naturels : galet, étoile, flocon de neige, etc. Leur étude est hors sujet ici.
- Les objets finalisés : ceux qui sont obtenus par intervention humaine.

Une dénomination plus simple, et de fait synonyme serait objets fabriqués. Toutefois, si le coquillage (objet naturel) ramassé et posé sur le bureau sous le nom de vide-poche ou cendrier est bel et bien le résultat d’un processus de fabrication (au minimum une activité du secteur primaire : extraction de la nature, une secondaire : nettoyage/dessablage etc., pouvant aller jusqu’à un vernissage, et enfin une tertiaire : transport/distribution pour son installation sur le bureau) le langage courant et même technique rechigne parfois à employer le terme de fabrication pour des opérations élémentaires ne nécessitant pas d’outillage.
Les objets finalisés se divisent à leur tour:
- les objets techniques - ceux qui nous intéressent - et dont la finalité est d’assurer un service de caractère pratique  et utilitaire pour l’homme.
- les objets fongibles : qui disparaissent quand ils assurent leur fonction : boulet de charbon, planche, cornière, lingot de fonte (produits semi-finis)..
- les autres, principalement les créations artistiques (statues, tableaux, etc.) que l’on pourrait à loisir répartir dans différents groupes - classement non pertinent ici.

La limite entre ces groupes est floue: une balle de golf a-t-elle une fonction utilitaire ? Pour certains peut-être, pour d’autres non. C’est un aspect qu’il ne faut certes pas perdre de vue, mais une autre approche plus rationnelle consiste à dire : tel objet peut-il être analysé comme un Objet Technique ? Si oui, c’en est un, sinon, il va dans l’autre groupe (définition qui suppose un OT théorique de référence).

Pour les objets finalisés fongibles, c’est-à-dire disparaissant en assurant leur fonction (à ne pas confondre avec l’usure) il est possible de définir une fonction d’usage, il est par contre parfois difficile de les analyser en termes de sous-ensembles fonctionnels (voir ci-dessous), ce qui justifie donc d’en faire un groupe à part.

## Fonction d’usage
La fonction d’usage est la fonction pour laquelle l’objet a été créé ou acquis. Ce qui n’exclut pas que l’objet en question soit capable d’assurer d’autres fonctions plus ou moins prévues par le concepteur ou l’acquéreur. Ainsi une ampoule électrique dont la fonction d’usage est de procurer de la lumière, produit une chaleur parasite (on aimerait bien savoir faire de la lumière froide), mais cette ampoule devient appareil de chauffage dans certaines couveuses en aviculture.
La fonction d’usage constitue un préalable à la réalisation d’un ou plusieurs objets techniques, qui se devront d’assurer cette fonction d’usage, mais qui - c’est une réalité de la technique - réaliseront bon gré malgré, des actions supplémentaires, non pertinentes pour la fonction d’usage considérée. Ses actions peuvent être :
- exploitées (rendues utiles) : récupération de la chaleur du moteur pour le chauffage de la cabine d’un véhicule....
- ignorées (neutre) : bruit pour une installation lunaire (bruit impossible sur la lune...)
- combattues : chaleur pour une ampoule (rendement) ; production de déchets pour une centrale atomique (pollution)

L’objet technique peut donc se compliquer de fonctions non directement liées à la fonction attendue, mais gérant les effets secondaires.

## Sous-ensembles
Pour assurer la fonction d’usage, l’objet technique d’un certain nombre de sous ensembles fonctionnels, chacun ayant une fonction, élément d’une chaîne aboutissant à la réalisation de la fonction d’usage.
Pour réaliser concrètement cet Objet Technique, on va le subdiviser en sous-ensembles constitutifs selon les emplacements relatifs, les matières, les procédés d’obtentions, etc.

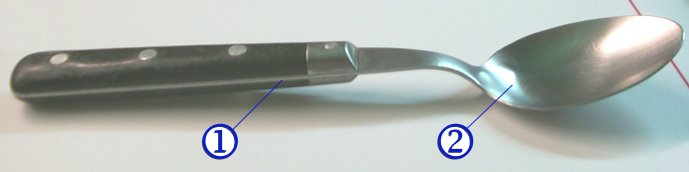
Cuillère.

Sous-ensembles fonctionnels et sous-ensembles constitutifs ne coïncident pas directement. Ainsi, pour la cuillère de l’illustration, il y a deux sous-ensembles fonctionnels (le manche [1] et le cuilleron [2]), et deux sous-ensembles constitutifs : la cuillère-base en métal (qui comprend le cuilleron plus l’âme du manche) et les garnitures du manche (lesquels ne constituent qu’une partie du sous-ensemble fonctionnel manche) (On oublie rivets et virole pour simplifier)

### Sous-ensembles fonctionnels
L’OT le plus simple comporte au minimum deux sous-ensembles fonctionnels
- L’interface utilisateur : c’est la partie par laquelle l’humain (directement ou non) maîtrise l’objet, au minimum sa mise en œuvre.
- La fonction outil : c’est le sous-ensemble qui en dernière analyse réalise la fonction de l’ensemble.

Ces deux sous-ensembles peuvent être dilués dans un nombre important de sous-sous-ensembles dans le cas de machines complexes. Ainsi on ne peut pas dégager un sous-ensemble ayant globalement la fonction outil d’un lave-linge, qui déroule une suite d’opérations diverses aboutissant au lavage. On pourra seulement définir des fonctions outils pour chacune des opérations élémentaires du cycle.
Les fonctions sont liées selon un programme qui peut être représenté par un schéma fonctionnel, programme pouvant être caractérisé de diverses manières. 
- logiquement séquentiel (ouverture du porte mine: [bouton] pousse [tige] pousse [pince]) ou chronologiquement séquentiel (machine à laver)
- linéaire (arrêt en fin de programme) ou cyclique (reprend en fin de programme)
- fixe ou variable (toujours ou non les mêmes fonctions)

## Classement des Objets Techniques
Le classement peut se faire selon les fonctions d’usage, mais à une fonction d’usage donnée, peuvent répondre une grande diversité d’OT conçus selon des principes différents et réalisés par des techniques différentes. Ainsi certaines cisailles à métaux sont proches de certaines plieuses et d’autres proches de certaines grignoteuses/détoureuses. Ceci fait qu’on peut concevoir de nombreux classements possibles, et ce, en rapport avec l’utilité d’un tel classement (classement commercial : présentation d’une gamme de produit etc.) 